# Dynamene dilatata
Dynamene dilatata är en kräftdjursart som beskrevs av Richardson 1899. Dynamene dilatata ingår i släktet Dynamene och familjen klotkräftor. Inga underarter finns listade i Catalogue of Life.